# Live (album Azylu P.)
Live – album zespołu Azyl P. wydany w 1985 roku nakładem wytwórni Klub Płytowy Razem.

## Lista utworów

### Strona 1
1. „Twoje życie” (Azyl P., A.Siewierski) – 07:04
2. „Dajcie mi azyl” (A.Siewierski, A.Siewierski) – 04:13
3. „Dziki punk” (A.Siewierski, A.Siewierski) – 03:51
4. „Chyba umieram” (Azyl P., A.Siewierski) – 04:32

### Strona 2
1. „Kara śmierci” (A.Siewierski, L.Żelichowski) – 04:45
2. „Jedynie rock” (A.Siewierski, A.Siewierski) – 04:50
3. „Mała Maggie” (A.Siewierski, A.Siewierski) – 02:15
4. „Och, Lila” (A.Siewierski, G.Kuczyński) – 03:15
5. „Mała Maggie” (A.Siewierski, A.Siewierski) – 02:12

## Twórcy
- Andrzej Siewierski - wokal, gitara
- Jacek Perkowski - gitara
- Dariusz Grudzień - gitara basowa
- Marcin Grochowalski - perkusja

### Personel
- A. Załęcki - projekt graficzny
- Andrzej Tyszko - foto
- Jan Głowacki, Tadeusz Trzciński - inżynier dźwięku